# Eszter Dudás (Triathletin)
Eszter Dudás (* 6. März 1992 in Budapest) ist eine ehemalige ungarische Triathletin. Sie wurde 2011 Vize-Europameisterin der Juniorinnen.

## Werdegang
Eszter Dudás wurde vom ungarischen Hochleistungsprogramm Herakles gefördert.
Ihren internationalen Durchbruch hatte Dudás 2009 in der Junioren-Kategorie: Mit dem ungarischen Team konnte sie die Duathlon- und Triathlon-Europameisterschaft gewinnen. Seit 2010 nimmt Eszter Dudás auch an internationalen Elite-Wettkämpfen teil. In Ungarn vertrat Dudás seit 2010 den Verein Uniqa Újbuda Torna Club. Ihr Trainer warCsaba Kuttor. Im April 2010 gewann sie für die Europa-Mannschaft „Europa 1“ bei den Olympischen Jugendspielen in Singapur Gold.

### Junioren-Vize-Europameisterin Triathlon 2011
2011 wurde sie Junioren-Vize-Europameisterin und sie belegte mit der ungarischen Mannschaft (Eszter Pap, David Pap und Gabor Hanko) den vierten Rang.
Im April 2014 konnte sie in Rumänien die Balkan-Meisterschaften Duathlon gewinnen. Seit 2014 tritt sie nicht mehr international in Erscheinung.

### Privates
Eszter Dudás besuchte das „Verse Péter Gimnázium“ in Budapest, studierte später Maschinenbau in Ungarn und machte einen Master in Frankreich am „École Polytechnikum de l'Université d'Orléans“. Sie lebt in Rennes und ist Doktorandin auf dem Gebiet Laborastrophysik.

## Sportliche Erfolge
| Datum/Jahr    | Rang | Wettbewerb                                        | Austragungsort | Zeit        | Bemerkung |
| ------------- | ---- | ------------------------------------------------- | -------------- | ----------- | --- |
| 28. Juni 2014 | 21   | ETU Triathlon European Championship U23           | Pensa          | 02:11:54    | U23-Europameisterschaft Triathlon                                                                                 |
| 12. Sep. 2013 | 31   | ITU Triathlon World Championship U23              | London         | 02:05:45    | U23-Weltmeisterschaft                                                                                             |
| 23. Juli 2012 | 3    | Mostiman Triathlon                                | Wallsee        | 02:10:02    | |
| 24. Juni 2011 | 2    | ETU Triathlon European Championship Junior Women  | Pontevedra     |             | Triathlon-Vize-Europameisterin Junioren – hinter der Deutschen Hanna Philippin                                    |
| 19. Aug. 2010 | 1    | Olympische Jugend-Sommerspiele                    | Singapur       | 01:19:51,42 | im Mixed Team „Europa 1“ – zusammen mit Miguel Fernandes Valente, Fanny Beisaron und dem Österreicher Alois Knabl |
| 14. Aug. 2010 | 5    | Olympische Jugend-Sommerspiele                    | Singapur       |             | |
| 3. Juni 2010  | 13   | ETU Triathlon European Championships Junior Women | Athlone        |             | Triathlon-Europameisterschaft Junioren                                                                            |

| Datum/Jahr    | Rang | Wettbewerb                                      | Austragungsort | Zeit     | Bemerkung                                                                                      |
| ------------- | ---- | ----------------------------------------------- | -------------- | -------- | ---------------------------------------------------------------------------------------------- |
| 13. Apr. 2014 | 1    | ETU Duathlon Balkan Championships               | Brașov         | 00:59:38 |                                                                                                |
| 30. Apr. 2010 | 4    | ETU Duathlon European Championship Junior Women | Nancy          |          | Europameisterschaft Junioren                                                                   |
| 23. Mai 2009  | 3    | ETU Duathlon European Championship Junior Women | Budapest       |          | Europameisterschaft Junioren                                                                   |
| 27. Sep. 2008 | 15   | ITU Duathlon World Championship Junior Women    | Rimini         |          | Junioren-Duathlon-Weltmeisterschaft                                                            |
| 24. Mai 2008  | 10   | ETU Duathlon European Championship Junior Women | Serres         |          | Duathlon-Europameisterschaft bei den Junioren (5 km Laufen, 20 km Radfahren und 2,5 km Laufen) |

(DNF – Did Not Finish)